# Limbile jogo
Limbile Jɔgɔ (Jogo) sau Numu reprezintă cel puțin două limbi mande strâns înrudite, Ligbi din Ghana și limba moartă Tonjon din Coasta de Fildeș. Kpee din Burkina Faso este similară, dar nu s-a făcut nicio comparație cu Ligbi. 